# Marquesado de Casa Tremañes
El marquesado de Casa Tremañes es un título nobiliario español concedido por Fernando VI, por real carta del 25 de octubre de 1747 y real despacho del 9 de mayo de 1748, con el vizcondado previo de Villaoril a favor de José María de Tineo y Ramírez de Jove, teniente general de los reales ejércitos y gobernador militar de Ceuta. El título está vinculado al marquesado del Dragón de San Miguel de Híjar. 
La denominación de título se refiere a la antigua parroquia del concejo asturiano de Gijón, actualmente un barrio del distrito Oeste de Gijón. En Gijón se encuentra el palacio del marqués de Casa Tremañes en el barrio de Santa Bárbara, que es actualmente propiedad municipal.

## Marqueses de Casa Tremañes
|                          | Titular                                                      | Periodo                  |
| Creación por Fernando VI | Creación por Fernando VI                                     | Creación por Fernando VI |
| ------------------------ | ------------------------------------------------------------ | ------------------------ |
| I                        | José María de Tineo y Ramírez de Jove                        | 1748-1757                |
| II                       | Francisco Antonio de Tineo y Álvarez de las Asturias de Nava | 1757-1781                |
| III                      | Pedro Regalado de Tineo y Ramírez de Jove                    | 1781-1817                |
| IV                       | Pedro Regalado de Tineo y Montero de Espinosa                | 1818-1871                |
| V                        | José María de Tineo y Casanova                               | 1872-1921                |
| VI                       | María de la Trinidad de Tineo y Casanova                     | 1924-¿?                  |
| VII                      | José María Rodríguez de Santiago-Concha                      | 1936-2004                |
| VIII                     | Juan Rodríguez de Santiago-Concha y Fabra                    | 2004-2022                |
| IX                       | Cristina Rodríguez de Santiago-Concha y Ruiz-Navarro         | 2022-actual titular      |

## Historia de los marqueses de Casa Tremañes

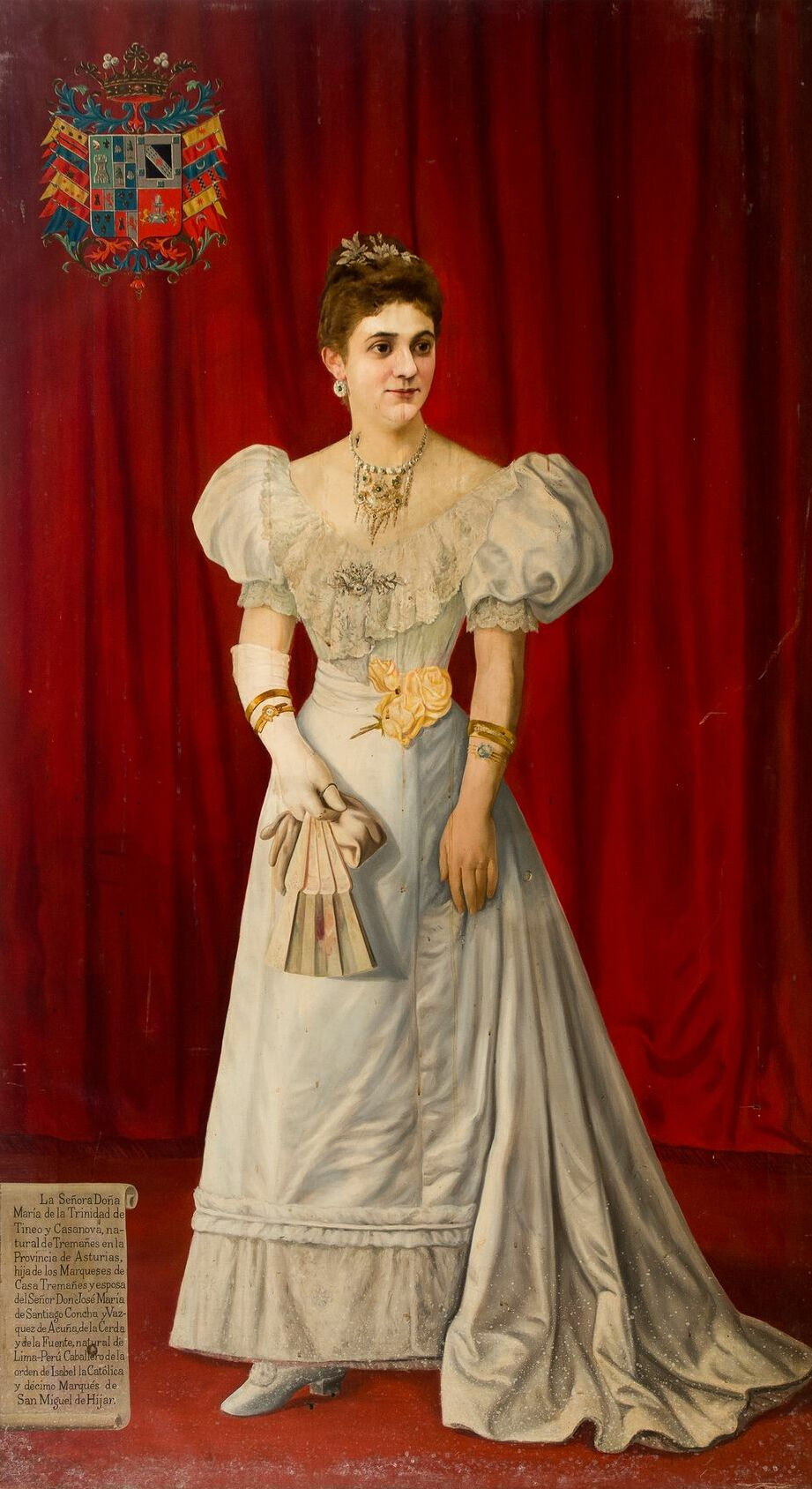
Trinidad de Tineo y Casanova, marquesa de Casa Tremañes.

- José María de Tineo y Ramírez de Jove (m. 3 de marzo de 1757), I marqués de Casa Tremañes,[5].  Le sucedió su tío paterno:

- Francisco Antonio de Tineo y Álvarez de las Asturias de Nava (28 de febrero de 1713-26 de abril de 1781), II marqués de Casa Tremañes,[5] señor de Villaoril, teniente general de los reales ejércitos, capitán general de Galicia y comendador de Mayorga en la Orden de Alcántara.[5]

Casó el 2 de febrero de 1756 con Teresa Ramírez de Jove y Bernaldo de Quirós (1728-1783), hija de los II marqueses de San Esteban de Natahoyo. Le sucedió su hijo:
- Pedro Regalado de Tineo y Ramírez de Jove (Madrid, 11 de mayo de 1760-14 de diciembre de 1817), III marqués de Casa Tremañes,[5] teniente coronel del regimiento de Navarra y después coronel del regimiento de Asturias.

Casó el 17 de junio de 1782, en la catedral de La Habana, con Bárbara Mariana Montero de Espinosa y García-Menocal (n. 1754). Le sucedió su hijo en 1818:
- Pedro Regalado de Tineo y Montero de Espinosa (6 de mayo de 1795-Puerto de Santa María, 2 de febrero de 1871) IV marqués de Casa Tremañes.[7]

Casó el 19 de febrero de 1819 con María de la Trinidad Martínez del Monte y Aspillaga.  Le sucedió su nieto en 1872:
- José María de Tineo y Casanova (14 de junio de 1861-8 de agosto de 1921), V marqués de Casa Tremañes,[7] hijo de Manuel de Tineo y Martínez del Monte (1820-1870), hijo primogénito del IV marqués, y de su segunda esposa, Carlota de Casanova y Rodríguez.[7]

Casó el 10 de octubre de 1888 con María de la Concepción Navia-Osorio y Sánchez de Arjona. Al fallecer su hijo primogénito antes que su padre, le sucedió la hermana del V marqués en 1924:
- María de la Trinidad de Tineo y Casanova (n. 26 de julio de 1864), VI marquesa de Casa Tremañes.[7]

Casó con José María de Santiago-Concha y Vázquez de Acuña (Lima, 23 de marzo de 1841-Madrid, 10 de octubre de 1900), X marqués del Dragón de San Miguel de Híjar. Le sucedió su nieto, hijo de Juan Rodríguez Fraile (1892-1929) y de María de la Trinidad Santiago-Concha y Tineo, XII marquesa del Dragón de San Miguel de Híjar y VI condesa de Sierrabella, a quien la VI marquesa de Casa Tremañes cedió el título:
- José María Rodríguez de Santiago-Concha (Madrid, 10 de agosto de 1916-2003), VII marqués de Casa Tremañes, XIII marqués del Dragón de San Miguel de Híjar,[8] marqués de Valdelirios,[9] conde de Sierrabella y VI conde de Villanueva del Soto.[10]

Casó en Alella el 8 de julio de 1953, con María Inés Fabra y Boada. Le sucedió su hijo:
- Juan Rodríguez de Santiago-Concha y Fabra (m. Madrid, 4 de enero de 2022[11]), VIII marqués de Casa Tremañes,[12] marqués de Valdelirios, conde de Villanueva del Soto y conde de Sierrabella.

Casó con Cristina Ruiz-Navarro Pinar. Sucedió su hija:
- Cristina Rodríguez de Santiago-Concha y Ruiz-Navarro, IX marquesa de Casa Tremañes,[13] XV marquesa del Dragón de San Miguel de Híjar, X condesa de la Vega del Ren, VIII marquesa de Valdelirios y IX condesa de Villanueva del Soto.